# Delfo Ramella Paia
Delfo Ramella Paia ist ein ehemaliger italienischer Skispringer.
Paia gewann 1937 gemeinsam mit Roberto Lacedelli die italienischen Meisterschaften im Skispringen. Zwei Jahre später gewann er hinter Bruno Da Col und Riccardo Rodeghiero die Bronzemedaille. 1940 gewann er zum zweiten und letzten Mal seiner Karriere den Titel.